# Swift Trail Junction, Arizona
Swift Trail Junction je naseljeno područje za statističke svrhe u američkoj saveznoj državi Arizona. Prema popisu stanovništva iz 2010. u njemu je živjelo 2,935 stanovnika.